# Ruth Smith savnið
Ruth Smith Savnið er et færøsk kunstmuseum for malerinden Ruth Smith på første sal på den Den Gamle Skole i Vágur på Suðuroy. Samlingen på 41 værker omfatter oliemalerier og blyantstegninger af Ruth Smith. Museet er åbent efter aftale med et af udvalgets medlemmer. I museet kan man se det mest kendte maleri af Ruth, det røde selvportræt fra 1941.
Det var foreningen Skálin, der tog initiativet til at etablere en samling af værker af Ruth Smith og broderen William Smith. Foreningen havde en stiftende generalforsamling den 24. november 1988. Museet åbnede i Den Gamle Skole i januar 1991, men der har også været afholdt udstillinger i andre sale, bl.a. i gymnastiksalen på Vágur Skole og i bowlinghallen. Malerierne ejet af museet var udstillet på Ribe Kunstmuseum i Danmark fra januar til marts 2008. Derefter blev malerierne restaureret af konservatoren Dorthe Aggerholm.